# 斯托日采體育場
斯托日采體育場是一座位於斯洛維尼亞盧比安納的綜合體育場。本體育場是斯洛維尼亞最大的足球場。它是該市的兩個主要體育場之一，位於市中心以北的貝日格勒區。本體育場是斯托日采體育公園體育園區的一部分。